# Il codice di Atlantide
Il codice di Atlantide (Decipher) è un romanzo di fantascienza scritto da Stel Pavlou e pubblicato in Inghilterra nel 2001. L'edizione italiana è stata pubblicata da Newton Compton nel 2004. Grazie a questo romanzo l'autore è stato premiato nel Regno Unito per il W.H. Smith Best New Talent Award nel 2002.

## Trama
Un segnale proviene dai ghiacci dell'Antartide. Atlantide s'è svegliata. In tutto il mondo, dalle piramidi di Giza al Messico, fino alle più remote località della Cina gli antichi monumenti danno segni di vita: stanno reagendo a qualcosa che sta accadendo lassù, da qualche parte nel sistema solare. Attraverso l'oceano stabiliscono connessioni. Usano onde sonore a bassa frequenza per ricreare un'antica rete globale. La terra vive nel panico. Richard Scott, Jon Hackett, Sarah Kelsey, Ralph Matheson, Bob Pearce, Lawrence Gant, faranno insieme un viaggio decisivo, perché il destino dell'umanità è nelle loro mani. Sembra infatti che i segnali provenienti da Atlantide siano l'inizio di qualcosa di assai più grande.

## Edizioni
- Stel Pavlou, Il codice di Atlantide, traduzione di L. Rodinò, collana Nuova narrativa Newton, Newton Compton, 2004,  p. 511, ISBN 88-8289-986-1.